# Messerschmitt P.1110
Messerschmitt P.1110 war die Bezeichnung für den Entwurf eines einsitzigen strahlgetriebenen Jagdflugzeugs der Messerschmitt AG im Zweiten Weltkrieg. Das Projekt basierte auf der Ausschreibung des OKL von 1944 nach einem Jagdeinsitzer mit der Heinkel-HeS-011-Strahlturbine, vier MK 108 sowie einer Höchstgeschwindigkeit von etwa 1000 km/h.

## Konstruktion
Eine Besonderheit der konstruktiven Auslegung stellte die Anordnung der Hauptbaugruppen dar. So war der Lufteinlauf für das Strahltriebwerk seitlich bzw. ringförmig um die Flugzeugzelle angeordnet. Der Pilot sollte mit der Bewaffnung vor dem Triebwerk sitzen. Diese Anordnung war wegweisend und wurde in den meisten strahlgetriebenen Jagdflugzeugen der frühen Nachkriegszeit übernommen. Auf Grund dieser strömungsgünstigen Auslegung war die P.1110 rechnerisch der schnellste aller dem OKL vorgelegten Entwürfe. Die gepfeilten Tragflächen entsprachen denen des Versuchsflugzeugs Messerschmitt P.1101. Auch die Frenzlsche Flächenregel fand bei der Konstruktion Berücksichtigung. Für den Piloten war in der druckbelüfteten Kabine ein Schleudersitz vorgesehen.
Der Entwurf wurde, ebenso wie Vorschläge anderer Firmen, zu Gunsten der Junkers EF 128 abgelehnt. Begründet wurde dies vor allem mit der langen Entwicklungszeit, die dieser neuartige Entwurf benötigen würde.

## Technische Daten

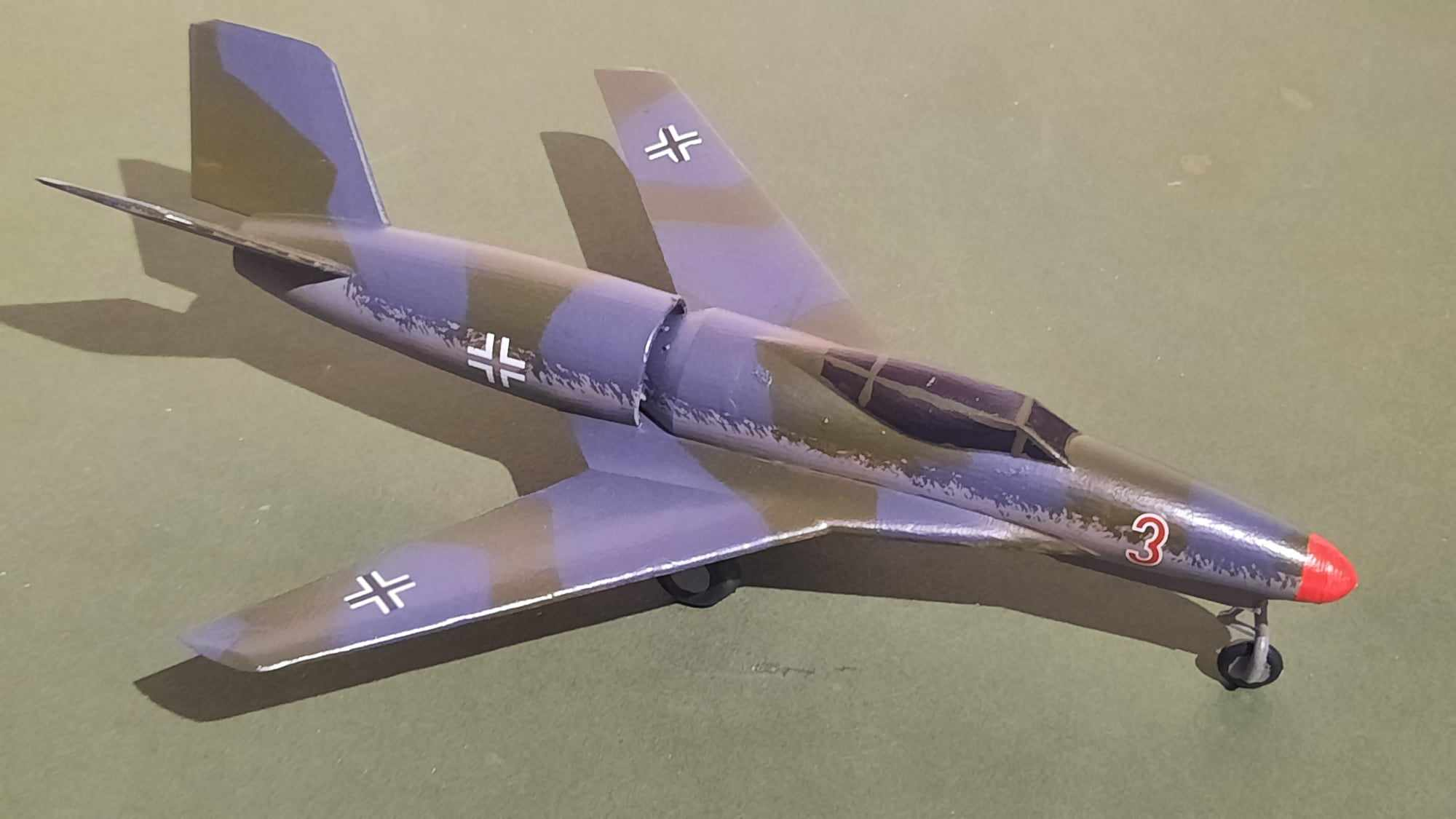
Modell einer Messerschmitt P.1110

| Kenngröße                   | Daten (Stand 12. Januar 1945)                 | Daten (Stand Februar 1945)                                |
| --------------------------- | --------------------------------------------- | --------------------------------------------------------- |
| Besatzung                   | 1                                             | 1                                                         |
| Länge                       | 9,66 m                                        | 10,36 m                                                   |
| Spannweite                  | 6,65 m                                        | 8,25 m                                                    |
| Höhe                        | ca. 2,70 m                                    | 3,18 m                                                    |
| Flügelfläche                | 13,17 m²                                      | 15,86 m²                                                  |
| Flügelstreckung             | 3,36                                          | 4,29                                                      |
| Flügelpfeilung              | 40°                                           | 40°                                                       |
| max. Flächenbelastung       | 304 kg/m²                                     | 271 kg/m²                                                 |
| Rüstmasse                   | 2.580 kg                                      | 2.812 kg                                                  |
| Startmasse                  | 4.000 kg                                      | 4.290 kg                                                  |
| Triebwerk                   | 1 × Strahltriebwerk HeS 011                   | 1 × Strahltriebwerk HeS 011                               |
| Leistung                    | 1.300 kp                                      | 1.300 kp                                                  |
| Höchstgeschwindigkeit       | 1.006 km/h in 7.000 m Höhe                    | 902 km/h in Bodennähe 1.015 km/h in 7.000 m Höhe          |
| Landegeschwindigkeit        |                                               | 178 km/h                                                  |
| Anfangssteiggeschwindigkeit | 26 m/s                                        | 22 m/s                                                    |
| Dienstgipfelhöhe            | 13.100 m                                      | 14.000 m                                                  |
| Reichweite                  | 1.500 km                                      | 1.500 km                                                  |
| Startrollstrecke            |                                               | 790 m                                                     |
| Landerollstrecke            |                                               | 610 m                                                     |
| Bewaffnung                  | drei 30-mm-Kanonen MK 108 500 kg Abwurfwaffen | drei 30-mm-Kanonen MK 108 oder fünf MK 108 ohne Außenlast |